# Pena di morte in Germania
La pena di morte in Germania venne applicata fin dal Medioevo. Fu cancellata dall'ordinamento giudiziario della Repubblica Federale nel 1949, mentre nella Repubblica Democratica fu abolita nel 1987.

## Secondo Reich
Al momento della fondazione del Secondo Reich, la situazione giuridica riguardante la pena di morte non era unitaria in tutti gli stati tedeschi. Alcuni stati (Brema, Oldenburgo e Sassonia) l'avevano abrogata in seguito alla rivoluzione del 1848/49. A partire dal 1871, si risolse il problema dichiarandola applicabile in tutto il territorio dell'Impero come pena per il regicidio (omicidio del Kaiser o di altro sovrano tedesco), anche solo tentato. Come modalità di esecuzione venne stabilita la decapitazione, mentre solo in Baviera venne praticata la fucilazione tra il 1920 ed il 1923. A partire dal 1877, le esecuzioni non vennero più eseguite in pubblico.

## Repubblica di Weimar
Agli inizi della Repubblica di Weimar la pena di morte venne posta in discussione. Il numero di esecuzioni si ridusse poi progressivamente e si limitò principalmente alla punizione di responsabili di delitti clamorosi come i serial killer Fritz Haarmann (1925) e Peter Kürten (1931). Una richiesta di abolizione della pena di morte, avanzata dal Partito Socialdemocratico Tedesco (SPD) nel 1927, non trovò seguito al Reichstag nella commissione per la riforma del diritto penale.

## Terzo Reich
Immediatamente dopo la presa del potere da parte dei nazisti, il 29 marzo 1933 venne approvata la Legge del Reich sulla comminazione e sull'applicazione della pena di morte (Reichsgesetz über Verhängung und Vollzug der Todesstrafe).
Grande clamore suscitò l'esecuzione di Marinus van der Lubbe il 10 gennaio 1934, il quale era stato condannato per l'incendio del Reichstag: nel momento in cui il fatto venne compiuto l'incendio doloso non comportava la pena di morte, ma quest'ultima venne introdotta retroattivamente per il caso concreto, cosicché venne pronunciata una sentenza in pieno spregio del fondamentale principio di irretroattività della legge penale sfavorevole al reo.
Il commissario del Reich per la giustizia Hans Frank descrisse al Congresso del Partito, nel settembre 1934, l'"indiscriminata applicazione della pena di morte" come una grande conquista del sistema giuridico nazista.
Per mezzo di numerosi decreti, tra cui quello contro i nemici pubblici del 5 settembre 1939, il numero dei reati sanzionati con la pena di morte venne esteso sempre di più. A partire dal 1944 la pena di morte poteva essere applicata per qualsiasi crimine, valendo come unico criterio, ormai, solamente il "sano sentimento del popolo".
In base alle statistiche ufficiali, dal 1933 al 1945 vennero pronunciate 16.560 condanne a morte, di cui circa 12.000 vennero eseguite. 664 condanne a morte vennero pronunciate prima della guerra, 15.896 durante la seconda guerra mondiale. Il solo Volksgerichtshof (Tribunale del Popolo) comminò 5.243 condanne a morte, quasi tutte per reati politici. A queste si aggiunsero circa 20.000 condanne a morte pronunciate dalle corti marziali.
La maggior parte delle sentenze venne eseguita mediante ghigliottina. In seguito al fallito attentato del 20 luglio contro Hitler (Operazione Valchiria) vennero pronunciate parecchie condanne a morte e con modalità particolarmente cruente. Ciò avvenne per ordine di Hitler, che fece addirittura riprendere e fotografare le esecuzioni. Molte condanne a morte vennero eseguite soprattutto nel penitenziario di Plötzensee, fino anche a 142 in un giorno solo. Il più famigerato e attivo boia del Terzo Reich fu Johann Reichhart. La fucilazione era, in genere, riservata ai militari o usata nelle esecuzioni di massa con la pratica dell'unico colpo alla nuca. Un'eccezione fu Erwin Rommel, popolarissimo generale sospettato, ma mai accusato, di aver appoggiato il colpo di Stato: gli fu chiesto da Hitler, in cambio del mantenimento del suo onore, di morire tramite suicidio. Nei campi di sterminio la modalità più diffusa era la camera a gas.
Soltanto il 28 gennaio 1985 il Bundestag tedesco annullò in via generale la legittimità delle condanne a morte pronunciate dal Volksgerichtshof. Dal 28 maggio 1998 tali pronunce sono state dichiarate per legge "assassini giudiziari" (Justizmorde).

## Zona di occupazione sovietica e Repubblica Democratica Tedesca
Nella Zona di occupazione sovietica (in tedesco Sowjetische Besatzungszone o SBZ) vennero comminate dal 1945 al 1949, anno di costituzione della Repubblica Democratica Tedesca (Deutsche Demokratische Republik o DDR), 121 condanne a morte da parte delle autorità tedesche, delle quali 47 furono eseguite (in un ulteriore caso non è ancora stato chiarito se l'esecuzione sia avvenuta o meno). Dalla fondazione della DDR vi furono 227 sentenze di condanna a morte passate in giudicato, di cui 166 furono eseguite.
Non è noto quante sentenze di pena di morte siano state comminate negli anni '40 e '50 dalle truppe di occupazione sovietiche ed eseguite a mezzo fucilazione. Si stima che ve ne siano state alcune centinaia. Tra il gennaio 1947 e il gennaio 1950 la pena di morte in URSS venne tuttavia abolita, cosicché anche nelle zone di occupazione sovietica le condanne a morte pronunciate in quegli anni furono commutate in ergastolo o 25 anni di reclusione.
Nella Repubblica Democratica Tedesca la pena di morte poteva essere applicata per assassinio e crimini di guerra, ma anche nei casi di spionaggio, sabotaggio e dei cosiddetti "delitti controrivoluzionari". Inizialmente veniva eseguita tramite decapitazione con la ghigliottina, mentre dal 1966 con un colpo alla nuca da distanza ravvicinata senza preavviso.
Fino al 1960 la maggior parte delle esecuzioni ebbe luogo a Dresda, ma anche nei penitenziari di Brandeburgo e Francoforte sull'Oder. La ghigliottina di Dresda era stata installata durante il Terzo Reich nel cortile interno del tribunale provinciale situato nel Münchner Platz, poi sotterrata in una cava di pietra poco prima della fine della guerra nei pressi di Kamenz (nella Lusazia occidentale) ed infine recuperata dopo la fine della guerra. Fino al 1956 vi furono eseguite delle esecuzioni, finché l'anno successivo l'edificio fu rilevato dal politecnico di Dresda. Oggi in quel luogo si erge un monumento in ricordo delle esecuzioni. A partire dal 1960 tutte le esecuzioni ebbero luogo a Lipsia nel carcere della Alfred-Kästner-Straße.
Dal 1970 la pena di morte venne applicata ormai in rari casi, quasi esclusivamente in casi di spionaggio. L'ultima condanna a morte venne eseguita il 26 giugno 1981 sull'ufficiale della Stasi Werner Teske. L'ultima condanna a morte di un civile risaliva invece al 15 settembre 1972, quando venne giustiziato l'infanticida Erwin Hagedorn di Eberswalde.
La pena di morte nella DDR venne abolita ufficialmente solamente nel 1987 come "regalo" per la prevista visita di stato del presidente Honecker a Bonn: il 17 luglio il Consiglio di Stato della DDR annunciò tale abolizione nell'ambito di un'ampia amnistia. La decisione fu poi ratificata dall'Assemblea del Popolo con una legge nel dicembre dello stesso anno.
Colpisce l'estrema segretezza di tutte le esecuzioni dal 1949 alla dissoluzione della DDR nel 1990. Persino in caso di condanne a morte pronunciate pubblicamente si tenne sempre segreta l'esecuzione della stessa. Persino negli atti di morte dei giustiziati venne fatta figurare come causa del decesso una "insufficienza cardiaca". L'entità e la tipologia delle esecuzioni vennero alla luce solamente dopo la riunificazione delle Germanie.

## Repubblica Federale di Germania
Tra il 1945 ed il 1949 vennero eseguite le ultime condanne a morte sul territorio della futura Repubblica Federale Tedesca, principalmente per punire nell'ambito del Processo di Norimberga i gerarchi nazisti che si erano macchiati di crimini di guerra e contro l'umanità. D'altronde vi furono anche numerose condanne ed esecuzioni di altri criminali. Nei penitenziari americani in Germania Ovest (come quello di Landsberg am Lech) vennero eseguite fino al 1951 condanne a morte.
I Länder Baden, Baviera, Brema e Assia si diedero una propria costituzione tra il 1946 ed il 1947, ancora prima della carta costituzionale (Grundgesetz) tedesca. Questi stati, pur mantenendo la pena di morte, cessarono di applicarla fino al 1949. La Renania-Palatinato emanò ancora condanne a morte, che però non vennero più eseguite nonostante che fosse stata già procurata la ghigliottina. L'ultima condanna a morte venne eseguita sul territorio della Germania Ovest a Tubinga il 18 febbraio 1949 sull'assassino ventottenne Richard Schuh, dopo che l'allora presidente dello stato di Württemberg-Hohenzollern, Gebhard Müller, aveva respinto la sua richiesta di grazia. Müller divenne in seguito presidente del Baden-Württemberg e poi presidente della Corte costituzionale tedesca.
Berlino Ovest non era compresa, a causa del suo particolare status di città sotto controllo alleato, nell'ambito di validità del Grundgesetz tedesco. L'ultima condanna a morte venne eseguita il 12 maggio 1949 contro il ventiquattrenne Berthold Wehmeyer, reo di omicidio e rapina a mano armata.
Con la costituzione della Repubblica Federale Tedesca nel 1949 entrò in vigore il Grundgesetz come suprema fonte del diritto. Il suo articolo 102 stabilisce in modo lapidario che "la pena di morte è abolita".
L'iniziativa per l'abolizione della pena di morte provenne da Hans-Christoph Seebohm, che la propose per la prima volta il 6 dicembre 1948 durante la discussione del Grundgesetz. Seebohm era cofondatore del Partito Tedesco (Deutsche Partei) e mirava a proteggere con questo divieto soprattutto i criminali di guerra dei tempi anteriori al 1945.
Il socialdemocratico Friedrich Wilhelm Wagner richiese con successo l'abrogazione della pena di morte nel Consiglio Parlamentare. Dopo l'entrata in vigore del Grundgesetz, la pena capitale non poté più essere né pronunciata né applicata. Le leggi penali dei singoli ordinamenti statali vennero così private di efficacia.
Nel 1949, immediatamente dopo la costituzione della RFT, alcuni rappresentanti tedeschi si recarono dall'alto commissario per la Germania, John J. McCloy, per protestare contro l'esecuzione della pena capitale contro criminali di guerra, in quanto quest'ultima non era più in vigore in Germania.
Formalmente la pena di morte per omicidio venne sostituita nel 1953 con la pena dell'ergastolo.
Il 20 gennaio 1951 Berlino Ovest abolì per legge la pena di morte. La costituzione bavarese continuò a contenere la norma secondo la quale l'esecuzione della pena di morte necessitava di una conferma da parte del governo del Land, che venne abolita per mezzo di un referendum solamente l'8 febbraio 1998. Anche nella costituzione della Saarland, che aderì alla RFT solamente nel 1957, esisteva fino al 1956 un'analoga disposizione. Al contrario, ancora oggi sussiste nella costituzione dell'Assia l'ormai superata disposizione che prevede che una sentenza di condanna a morte possa essere eseguita solamente in presenza di una legge penale e di un delitto particolarmente grave.
Già il 27 marzo 1950 il parlamento federale tedesco dovette occuparsi di una proposta di legge per la reintroduzione della pena di morte, avanzata da un partito conservatore della Baviera. Il suo deputato Hermann Etzel motivò la proposta come segue: "Come può una società desistere dall'applicare a queste belve la pena di morte? Rinunciarvi è in questo caso l'espressione di una malintesa umanità". Intesi erano i nazisti che avevano contribuito all'Olocausto, tuttavia all'epoca la proposta non ottenne né la maggioranza semplice, né la richiesta maggioranza qualificata di due terzi.
Nel 1952 il Partito Tedesco rinnovò la richiesta di reintroduzione della pena di morte, a favore della quale si espressero nei comizi elettorali anche il cancelliere Adenauer e il futuro ministro della giustizia Richard Jaeger (entrambi cristiano-democratici). Al contrario, il ministro della giustizia Thomas Dehler, appartenente al partito liberale FDP, espresse l'opinione maggioritaria: "Una volta che si schiera fondamentalmente a favore della pena di morte, allora la soglia decisiva è varcata".
Nonostante i cristiano-democratici avessero tentato in seguito più volte di reintrodurre la pena capitale, il tema non ebbe più seguito nel Bundestag. Tuttavia, nel 1960 un sondaggio rivelò che oltre il 70% dei tedeschi erano a favore della pena di morte per normali delinquenti. Anche di fronte agli atti terroristici compiuti dalla RAF negli anni '70, parte della popolazione chiese la reintroduzione della pena di morte, richiesta che però non venne presa in esame dal parlamento.
Attualmente il ripristino della pena capitale in Germania sarebbe in contrasto con l'ordinamento costituzionale vigente e con ciò nullo, in quanto qualsiasi eventuale atto normativo si porrebbe in contrasto con l'art. 102 del Grundgesetz, che sancisce l'abrogazione incondizionata della pena di morte. Con ciò il Grundgesetz va oltre la Convenzione europea per la salvaguardia dei diritti dell'uomo e delle libertà fondamentali, che ammette la pena capitale in caso di guerra o di immediato pericolo di guerra.
Tra gli studiosi di giurisprudenza e scienze politiche è dibattuta la questione se (e in che misura) l'art. 102 del Grundgesetz possa essere emendato o abrogato in modo da permettere la reintroduzione della pena di morte. Per una siffatta revisione costituzionale l'art. 79 della stessa costituzione prevede una maggioranza di due terzi sia al Bundestag sia al Bundesrat. Alcuni autori argomentano tuttavia che tale modifica non sia possibile senza violare la solenne affermazione della dignità umana formulata nell'art. 1 del Grundgesetz: in tal caso si tratterebbe di una norma "blindata" e potenzialmente eterna. Allacciando l'inammissibilità della pena capitale alla garanzia costituzionale della dignità umana, tale impostazione escluderebbe a priori la pena di morte in qualsiasi circostanza e renderebbe conseguentemente l'art. 102 puramente ridondante e in un certo senso superfluo.
Un'altra dottrina sostiene invece che l'incompatibilità tra pena di morte e dignità umana non possa essere stabilita in eterno dal punto di vista giurisprudenziale. Al contrario, essa sostiene che proprio con l'espressa abolizione mediante un articolo separato i padri costituenti abbiano voluto svincolare la tematica della pena di morte dalla solenne garanzia dell'art.1.
A causa di questa incertezza riguardo al rango costituzionale del divieto della pena di morte è stata posta in discussione anche la legittimità costituzionale dell'ergastolo. Come pena assoluta, irrevocabile ed inappellabile l'ergastolo non sarebbe lecito secondo il sistema giuridico tedesco, dato che una pena deve essere sempre valutata nei suoi effetti e, se del caso, modificata. La recente normativa e prassi sull'istituto della "particolare gravità della colpa" non è ancora stata verificata dal punto di vista costituzionale; la sua valutazione giuridica e sociopolitica rimane quindi aperta e continua a essere oggetto di discussione.